# Julio Perceval
Julio Miguel Perceval (* 17. Juli 1903 in Brüssel; † 8. September 1963 in Santiago de Chile) war ein argentinischer Komponist, Organist und Musikpädagoge belgischer Herkunft.
Perceval studierte am Konservatorium seiner Heimatstadt. 1926 kam er auf Einladung einer Filmgesellschaft nach Buenos Aires, die ihm eine Stelle als Kinoorganist angeboten hatte. Er wirkte bald auch als Organist an der Kathedrale der Hauptstadt, am Colegio Nacional und am Teatro Colón und wurde 1930 argentinischer Staatsbürger. 1939 wurde er beauftragt, ein Konservatorium an der Universidad Nacional de Cuyo zu gründen. Dieses leitete er bis 1951, danach war er vier Jahre lang Direktor des Instituto Superior de Artes e Investigaciones Musicales. 1959 wurde er an den Lehrstuhl für Orgel und Komposition der Universidad de Chile nach Santiago berufen.
Als Komponist schuf er zwischen 1919 und 1963 mehr als fünfzig Werke, darunter chorsinfonische Werke, zwei Klavierkonzerte sowie Lieder, darunter die Los Cuatro sonetos espirituales nach altfranzösischen Texten von Anne de Marquets. Zu seinem 100. Geburtstag ehrte ihn die Fakultät für Kunst und Design der Universidad Nacional de Cuyo mit einer Veranstaltung, bei der Silvia Nasiff, Gloria Basso, Miguel Puebla, Lars Nielsen, Lucía Thomé de Guisasola, Francisco Colombo, Julio Lonigro, Edith Peinado de Drago und Andrea Yurcic eine Auswahl seiner Werke aufführten.